# Église Saint-Corneille-et-Saint-Cyprien d'Hary
L'église Saint-Corneille-et-Saint-Cyprien d'Hary est une église fortifiée qui se dresse sur la commune d'Hary dans le département de l'Aisne en région Hauts-de-France.
Au titre des monuments historiques ; l'église fait l'objet d'une inscription par arrêté du 14 juin 1989 ; les parties fortifiées comprenant le clocher et la tour circulaire qui lui est accolée font l'objet d'un classement par arrêté du 17 mars 1994.

## Situation
L'église Saint-Corneille-et-Saint-Cyprien d'Hary est située dans le département français de l'Aisne sur la commune d'Hary.

## Description

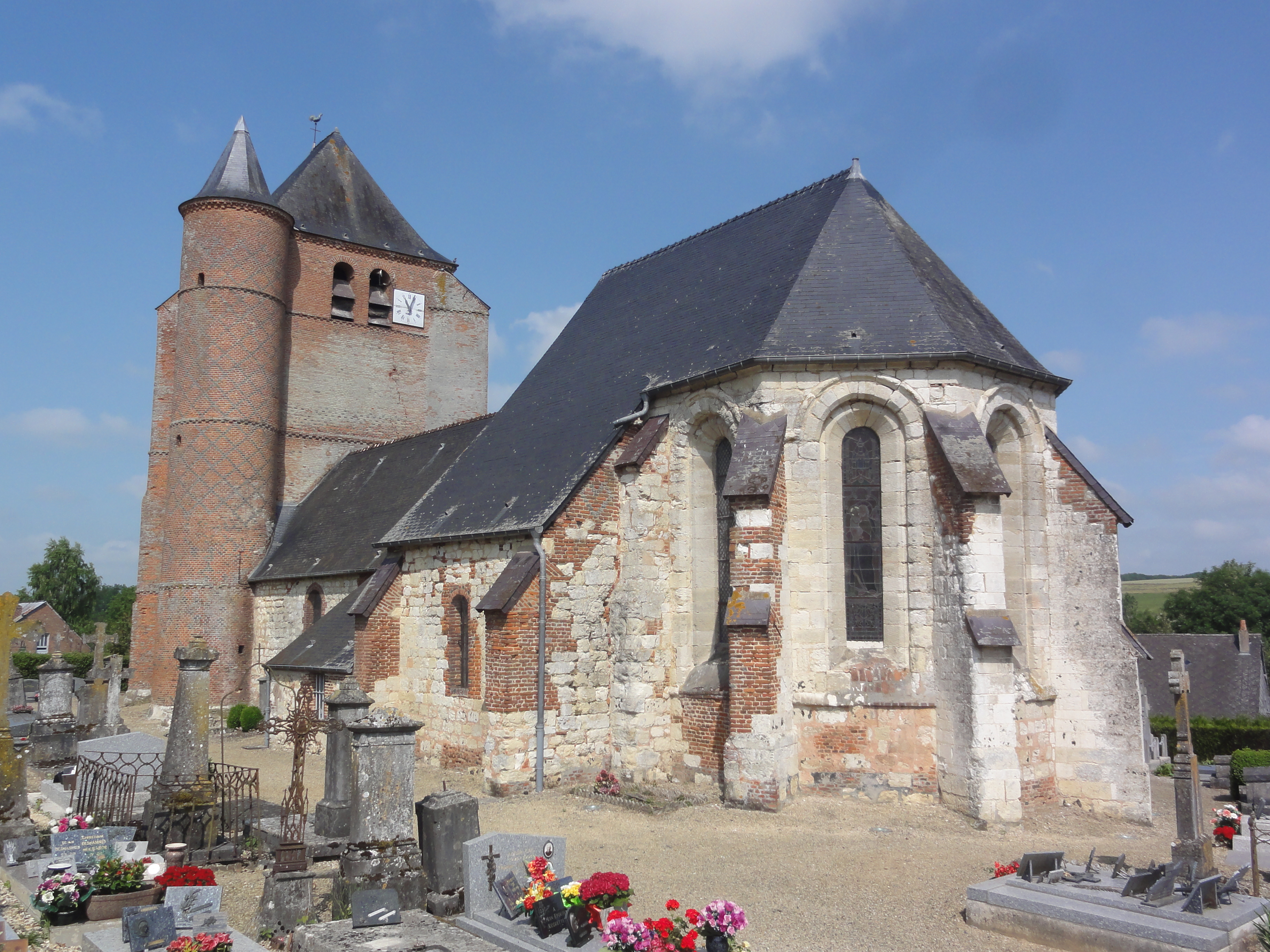
L'église Saint-Corneille-et-Saint-Cyprien d'Hary vue de son chevet.

À l'église d'Hary, la partie dominante de l'édifice, c'est un solide clocher carré dont la destination n'était pas d'arrêter une force ennemie régulière, mais seulement d'offrir un asile sûr aux habitants du village, lorsque jadis les coureurs des armées belligérantes se répandaient dans les campagnes pour butiner et rançonner. En effet, le clocher n'était susceptible que d'une résistance passive, consistant dans la masse, dans l'épaisseur des murs. Il n'y a trace ni de mâchicoulis, ni de créneaux, ni d'autres défenses constituant la forteresse militaire proprement dite ; d'un autre côté, on voit encore aux parois internes des murailles, au-dessus de la voûte du rez-de-chaussée, une double rangée d'entailles destinées à recevoir des poutrelles, indice certain de l'existence de plusieurs étages qui sont aussi indiqués à l'extérieur par des cordons de briques.
Le clocher est éclairé, dans sa partie supérieure, par deux ouvertures cintrées pratiquées sur chaque face ; il est accosté à l'un de ses angles d'une tourelle ronde qui renferme un escalier, et par les trois autres, à des contreforts qui montent jusqu'au comble, lequel est à quatre pans. Au pied du massif, qui est tout de briques dont la teinte rouge se rehausse de dessins réticulés en briques vitrifiées, s'ouvre le portail de l'église : une baie cintrée et moulurée en pierre blanche, surmontée d'une fenêtre de même style. Sur un des impostes du portail est gravé assez grossièrement un écu qui porte les armes de René du Bec et d'Isabeau de Coucy, ainsi figurées : parti, au 1er, fuselé de gueules et d'argent, au 2e, fascé de vair et de gueules de six pièces. René du Bec, seigneur de Wardes, gouverneur de La Capelle, avait épousé Isabeau de Coucy, dame de Vervins, veuve de Roger de Cominge, en 1618.
L'ensemble de l'église a la forme de la croix ; les bras sont peu développés ; le chevet est à l'orient. Par une singularité dont les campagnes offrent de fréquents exemples, la nef est beaucoup plus basse que la partie supérieure de la croix qu'elle relie au clocher. L'œil est vraiment choqué de cette brusque dépression de niveau, qui résulte de ce que le chœur seul étant voûté, il a fallu lui donner une plus grande élévation.
Les deux murs de la nef sont construits en moellons dont les plus gros ont 20 centimètres de hauteur sur 45 centimètres de longueur. Au mur du sud, des chaînes de tuiles maintiennent le niveau des assises, à la manière romaine qui se continua pendant le Moyen Âge. Au nord, affleurant le mur, se dessinent trois grandes arcades ogivales en briques avec clef en pierre, reposant sur des piliers carrés en moellons ornés d'une corniche aujourd'hui arasée. Ces arcades font supposer que la nef avait autrefois un bas-côté ou du moins qu'on avait le projet de lui en donner un ; en tout cas il ne faut pas s'étonner que l'autre flanc de la nef n'offre pas les traces d'un bas-côté correspondant : les auteurs citent plus d'une église qui présente la même irrégularité.
Les bras ou, pour employer le terme savant, le transept et le chœur sont en moellons comme la nef.
Six contreforts saillants à retraites successives soutiennent le chœur qui se termine par une abside à trois pans. Entre les arcs-boutants s'ouvrent cinq fenêtres à plein cintre, longues, étroites, entourées d'un double encadrement de pierre taillé en biseau, et surmontées d'une moulure à gorge.
Les fenêtres du transept et de la nef ont toutes été refaites en briques et remaniées par des mains qui n'avaient nul souci de se conformer au style de l'édifice.
En entrant dans l'église, on se trouve sous un porche intérieur dont la voûte en plein cintre est soutenue par deux arceaux en briques posées de champ qui se croisent en diagonale et retombent sur des culs-de-lampe formés d'un quart de sphère couronné d'une moulure ; c'est le rez-de-chaussée du clocher. On lit sur la clé de voûte la date de 1619 ; d'ailleurs le portail avec ses moulures multipliées sans colonnes ni chapiteaux annonce bien la fin de la renaissance.
Le porche donne sur la nef par une large arcade en plein cintre dont les pieds-droits ornés d'une cimaise font corps avec les murs latéraux ; pareille arcade, mais n'ayant qu'un simple cordon saillant au lieu d'une cimaise, se répète à la hauteur du transept, à l'extérieur, la surélévation des constructions.
La nef est dénuée de toute espèce d'ornement architectural. Elle n'est pas voûtée et ne l'a certainement jamais été. Primitivement la nef des grandes églises même n'avait qu'un plafond de bois ; telle était celle de la basilique Saint-Remi de Reims (Xe siècle) dont le voûtage n'a été exécuté qu'au XIIe siècle. Un lambris cache la charpente de la nef de l'église d’Hary ; sur une des dernières planches on lit : Dobigny 1704.

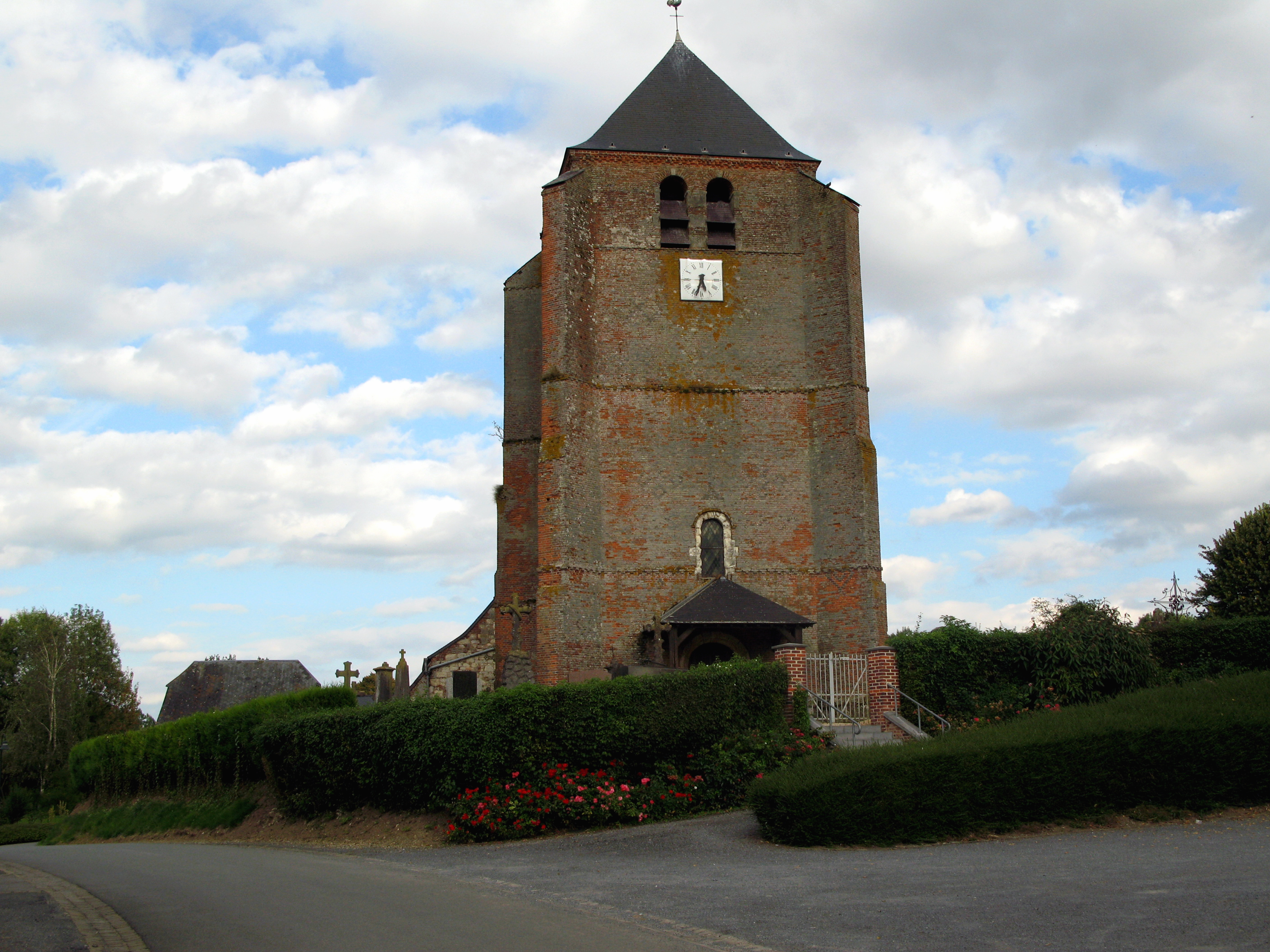
La rue fait un arc de cercle pour contourner l'église fortifiée et son cimetière.

Dans les temps anciens, dit Viollet-le-Duc, on voûtait le chœur seulement en souvenir des cryptes où les premiers chrétiens célébraient leurs mystères et aussi par tradition. En effet la basilique romaine a servi d'abord de temple aux chrétiens primitifs, puis de modèle aux églises de la Thiérache. La basilique était un tribunal qui se terminait par un hémicycle où siégeaient les juges ; l'hémicycle seul était voûté, tandis que le reste de l'édifice abandonné au public laissait voir la charpente. En copiant cette disposition, les chrétiens se contentèrent de cacher la charpente par des lambris, et quand plus tard les grandes églises se voûtèrent sur toute leur longueur, les petites églises, les églises de village restèrent fidèles à la tradition, sans doute par économie.
Au centre du transept, on retrouve une voûte plein cintre avec deux arceaux diagonaux dont les naissances plongent dans le parement des murs et dont les arêtes ont fait place à deux gorges, ce qui leur donne le profil des nervures de la fin du XIIe siècle.
À droite et à gauche, deux larges arcades basses à plein cintre s'ouvrent chacune sur une chapelle à voûte écrasée doublée de deux nervures diagonales à profil carré qui vont aussi prendre naissance dans le parement des murs : ce sont les deux bras du transept.
Il est peu probable que l'architecte ait voulu faire ici des voûtes surbaissées ; leur écrasement est le résultat du peu d'élévation que lui laissait la couverture qui n'est que le prolongement du comble du chœur et de la travée centrale du transept.
Au-dessus de l'autel de la chapelle de gauche, on voit une statue de bois peinte qui représente saint Berthaud fort en vénération à Hary, quoique les patrons officiels soient saints Corneille et Cyprien. Le saint personnage est assis ; une longue robe, serrée aux reins par une ceinture bouclée, tombe sur ses pieds ; une pèlerine à double pli couvre ses épaules ; ses bras qui sortent de larges manches paraissent ornés aux poignets de hautes manchettes plissées ; la main droite s'appuie sur un bâton ; la gauche, grande ouverte, s'étend en avant ; une chevelure abondante et une longue barbe encadrent la figure ; la tête est couverte d'une toque à bords retroussés de la fin du XVe siècle ou du commencement du XVIe siècle ; à côté du saint s'accroupit un petit animal dans lequel on a quelque peine à reconnaître un lion.
Comme aucun attribut religieux n'accompagne le saint, quelques personnes ont voulu y voir l'effigie d'un seigneur, à cause du lion peut-être. Mais quel seigneur de ce temps-là se serait laissé représenter sans le moindre insigne nobiliaire ou héraldique, et avec un bâton rustique qui était l'arme du vilain. Saint Berthaud faisait partie de ces missions irlandaises qui vinrent en France aux Ve et VIe siècles chercher de pieuses retraites et évangéliser les habitants de la campagne. Il s'était fixé dans un désert du pays porcien, et poussait sans doute ses excursions jusqu'en Thiérache. La statue représente donc plutôt un de ces humbles missionnaires qu'un noble seigneur. Le costume du XVe siècle ne détruit pas non plus l'interprétation populaire qui paraît la meilleure. On sait qu'autrefois les artistes n'hésitaient pas à habiller les personnages les plus anciens à la mode du temps. Quant au lion, il n'est sans doute qu'une allusion au rôle évangélique de saint Berthaud, car le lion est l'attribut de saint Marc, l'un des quatre évangélistes.

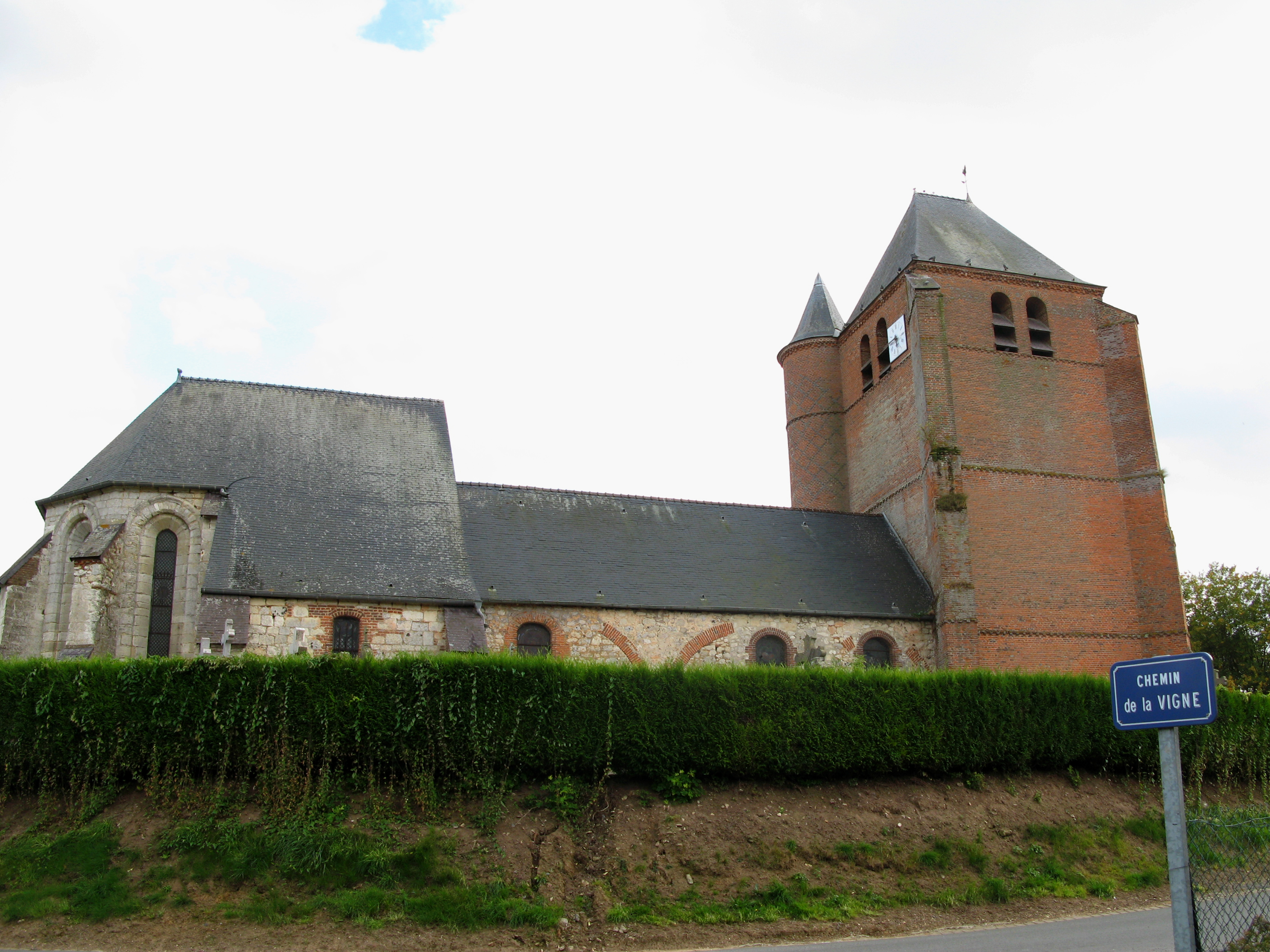
Comme à Burelles, le surplomb naturel sur le côté nord contribuait, en cas d'attaque, à la protection de l'édifice.

Le chœur est la partie la plus intéressante de l'intérieur de l'église ; il reproduit, dans les modestes proportions d'une église de village, les dispositions de l'architecture qui a donné les belles cathédrales du Moyen Âge.
Le grand arc qui ouvre sur le chœur forme une ogive surélevée, c'est-à-dire que l'ogive se rétrécit légèrement près des impostes, comme l'ouverture d'un fer à cheval ; il porte, à l'intrados, une bande accompagnée de deux tores et repose sur deux colonnes cantonnées chacune d'angles saillants et de deux autres colonnes plus minces dont l'une, du côté du sanctuaire, reçoit une moulure ronde qui encadre le grand arc, tandis que l'autre, du côté de la nef, s'élève dans le vide.
Ce chœur est divisé en cinq travées par de petites colonnes d'où partent, pour converger vers un point central, six portions d'arc qui, avec une septième bandant sur la grande arcade, soutiennent la voûte partagée ainsi en sept sections dont le remplissage est en brique. Les sections qui correspondent aux cinq travées se creusent en voûtelettes assez profondes, au-dessous desquelles s'ouvrent les fenêtres. Ces fenêtres sont décorées de colonnettes et d'arcs en boudin de forme légèrement ogivale qui servent de formerets aux petites voûtes. Ce sont là les seuls formerets qu'on trouve dans l'église, les autres voûtes en sont dépourvues.
Au fond du sanctuaire s'élève un pauvre autel néo-grec, auquel on ne peut pardonner de masquer entièrement la fenêtre du milieu bouchée d'ailleurs par un mur de briques.
Les arceaux du chœur sont, comme ceux de la voûte centrale du, creusés en gorge sur leurs arêtes.
Toutes les colonnes manquent de bases ; elles ont sans doute disparu par suite de la surélévation du pavé du chœur.
Quand saint Bernard eut stigmatisé comme contraires à l'esprit chrétien les étranges figures introduites par la barbarie dans la décoration des édifices religieux, les architectes abandonnèrent ces traditions ; mais en même temps ils s'affranchirent de l'influence byzantine qui leur avait inspiré les moulures romanes, et cherchant autour d'eux de nouveaux motifs d'ornementation, ils créèrent un art décoratif national. La nouvelle école prit ses premiers modèles sur le bord des ruisseaux, au pied des haies, le long des bois, et l'on vit, avant la fin du XIIe siècle, surtout dans l'Ile-de-France et sur les bords de l'Oise, les plus modestes plantes, agrandies et imitées librement par le sculpteur, orner de leurs contours rustiques les parties ornementées des plus belles cathédrales. Entré dans cette voie, l'architecte du Moyen Âge parcourt progressivement l'échelle des modèles que lui offre la nature, et après s'être servi des plantes herbacées, il s'adresse au lierre, à la vigne, à l'églantier, puis aux grands végétaux, comme le figuier, le chêne.
Les chapiteaux appartiennent à la première période de développement.
Prenons, pour exemple, les chapiteaux qui reçoivent le grand arc du chœur. Ces chapiteaux sont enveloppés de feuilles dont les unes montent jusqu'à la moulure du tailloir pour en soutenir les angles, tandis que les autres restées basses laissent paraître la corbeille circulaire qui fait le fond du chapiteau ; ce sont des feuilles de plantain à en juger par les longues nervures verticales qui caractérisent le dos de cette feuille et qui sont franchement accusées sur la pierre ; les extrémités se renversent en crochets et montrent les nervures transversales de l'endroit de la feuille. On voit que l'artiste, forcé de donnera la modeste plante des proportions architecturales, a su du moins lui conserver sa physionomie en rendant fidèlement sa structure. En outre sur le chapiteau de la colonne de droite, la naissance des feuilles est recouverte de trois feuilles, à triples folioles, qui pourraient bien avoir été empruntées à la chélidoine ou grande éclaire souvent mise à contribution par l'art décoratif de l'époque.
Les chapiteaux des colonnettes qui supportent les arceaux de la voûte offrent également un mélange de feuilles à crochet et d'autres feuilles à nervures dorsales plus ou moins prononcées suivant leur nature. Les chapiteaux d'Hary possèdent les traits distinctifs attribués par Viollet-le-Duc aux chapiteaux de la fin du XIIe siècle: «À la fin du XIIe siècle, les crochets prennent souvent, dans les chapiteaux, la place importante ; ils soutiennent les angles du tailloir ; ils font saillie sur la partie moyenne de la corbeille ; ils se contournent et s'enroulent comme le fait un bourgeon commençant à se développer. »
Signalons pour finir, à gauche de l'autel, deux crédences géminées creusées dans la muraille ; l'une, servant de piscine, offre une curieuse disposition : sa voussure consiste en trois secteurs coniques aboutissant, au fond de la niche, à un même sommet et s'épanouissant, à fleur du mur, en arc trilobé ; l'autre n'a pas de cuvette et n'est voûtée que d'un seul secteur conique. Aux deux crédences, les arêtes ont été taillées en biseau ; ce qui se faisait alors pour économiser les moulures.

### À quelle période architecturale rapporter l'église d'Hary?
Pour le clocher la réponse est écrite sur la clé de voûte du rez-de-chaussée. Quant au reste de l'église il date de l'époque où le plein cintre, qui caractérise le style roman, commence à disparaître devant l'arc brisé de l'ère ogivale. En effet si le transept est d'une ordonnance toute romane, si les baies du chœur sont en plein cintre, sauf quelques tendances vers l'ogive qui font saisir, pour ainsi dire, la transition sur le fait, nombre d'autres détails annoncent le commencement de l'âge ogival, tels sont : la saillie prononcée des contreforts avec leurs retraites successives ; l'abside à pans coupés ; la forme des arcs noyés dans le mur nord de la nef ; la grande arcade du chœur ; les chapiteaux à crochets et l'emploi des végétaux indigènes dans leur décoration ; le petit arc trilobé de la piscine qui marque le passage du plein cintre à la courbe brisée.
Ainsi l'église d'Hary appartient au style de transition, et au vu des éléments énumérés précédemment, la date de sa construction est estimée vers la fin du XIIe siècle. Certes, le plein cintre, a disparu des cathédrales de Laon et de Soissons commencées à cette même époque, domine néanmoins dans l’église d'Hary. Mais il faut considérer que les cathédrales étaient confiées aux meilleurs maîtres du temps qui marchaient en tête du mouvement et qui créaient, tandis que les églises de village étaient aux mains d'ouvriers médiocres qui copiaient des œuvres antérieures et suivaient ainsi de loin les innovations architecturales.
Du reste on ne possède aucun document écrit de nature à préciser l'âge de l'église d'Hary. M. A. de Marsy, dans son travail sur les possessions de l'abbaye de Saint-Corneille de Compiègne dont dépendait Hary mentionne bien un titre de 1262 qui fait allusion à l'église d'Hary, et il constate même que l'autel d'Hary n'est jamais jusque-là cité parmi les églises dépendant de Saint-Corneille, ce qui est en effet singulier, d'autant plus que l'église étant encore aujourd'hui sous le vocable de Saint-Corneille a dû être édifiée par l'abbaye de Compiègne ; et cependant l'église d'Hary ne peut appartenir au XIIIe siècle, car au XIIIe siècle le plein cintre n'existe plus dans les édifices religieux du nord de la France et particulièrement de l'Ile-de-France.
Le titre de 1262 ne parait donc devoir infirmer en rien les considérations qui décident d’attribuer l'église au XIIe siècle : en pareille matière, les pierres parlent plus haut que les titres.

### Galerie

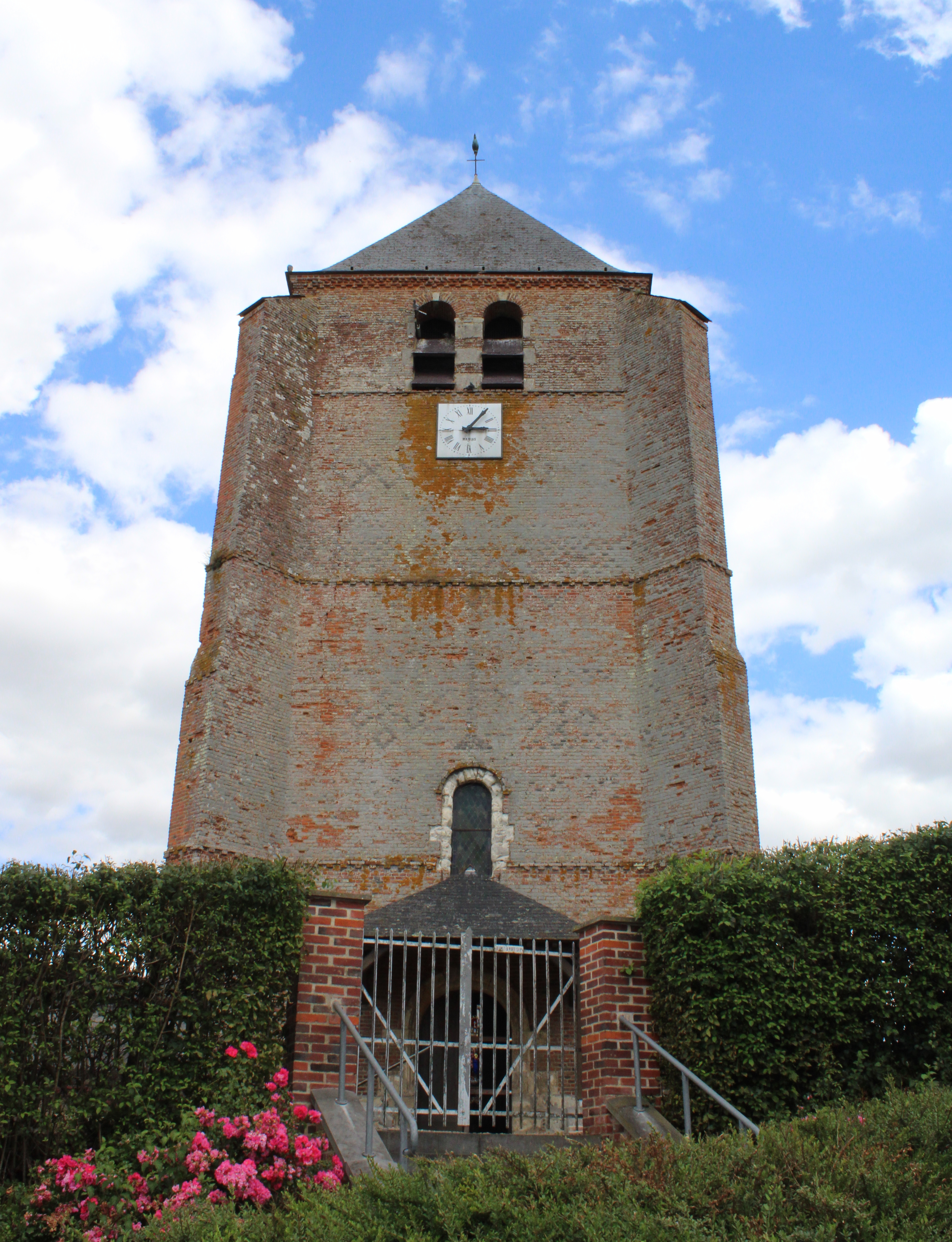
Le donjon imposant en brique sans aucune meurtrière.
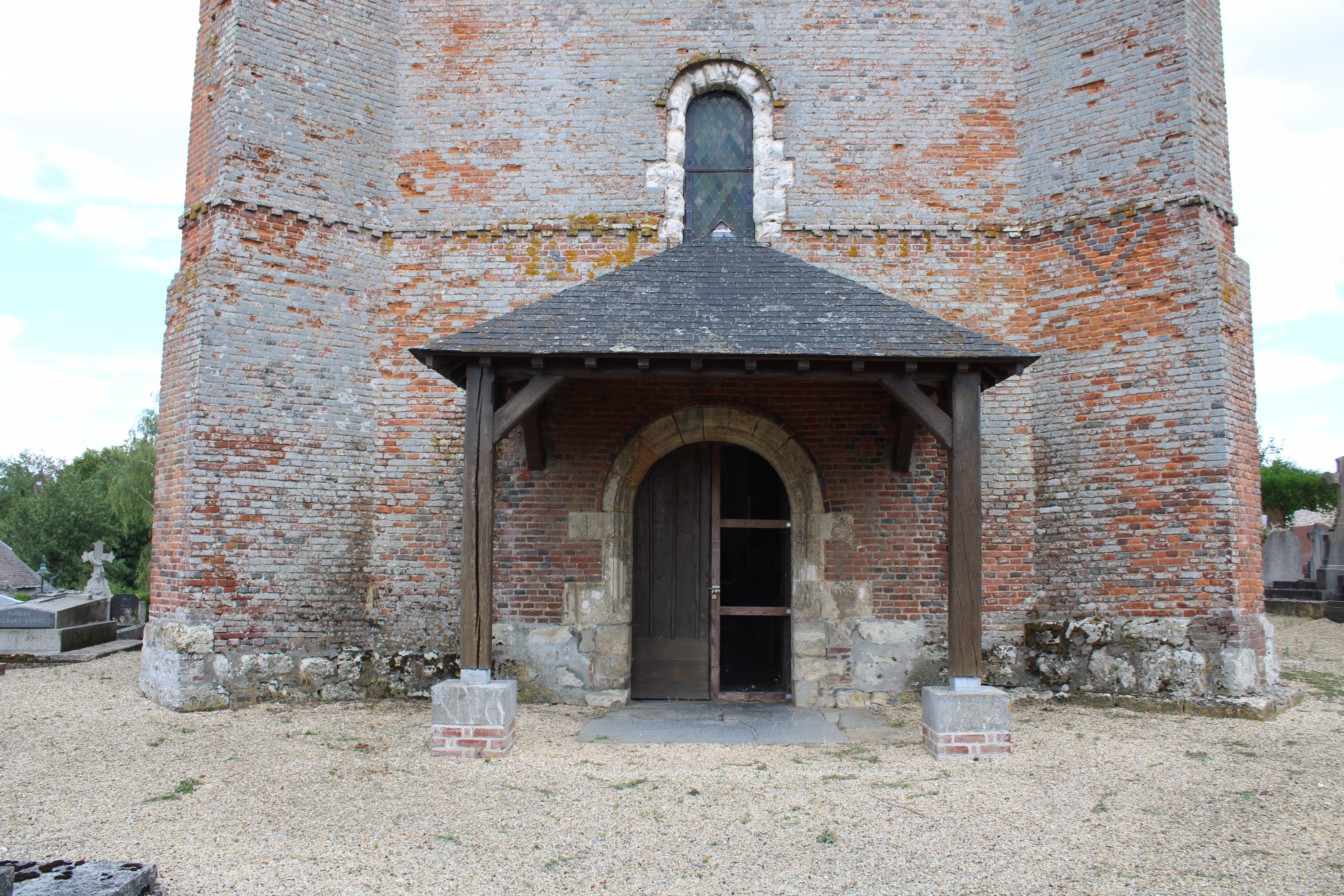
Le portail de style roman en pierre calcaire en plein cintre protégé par un auvent.
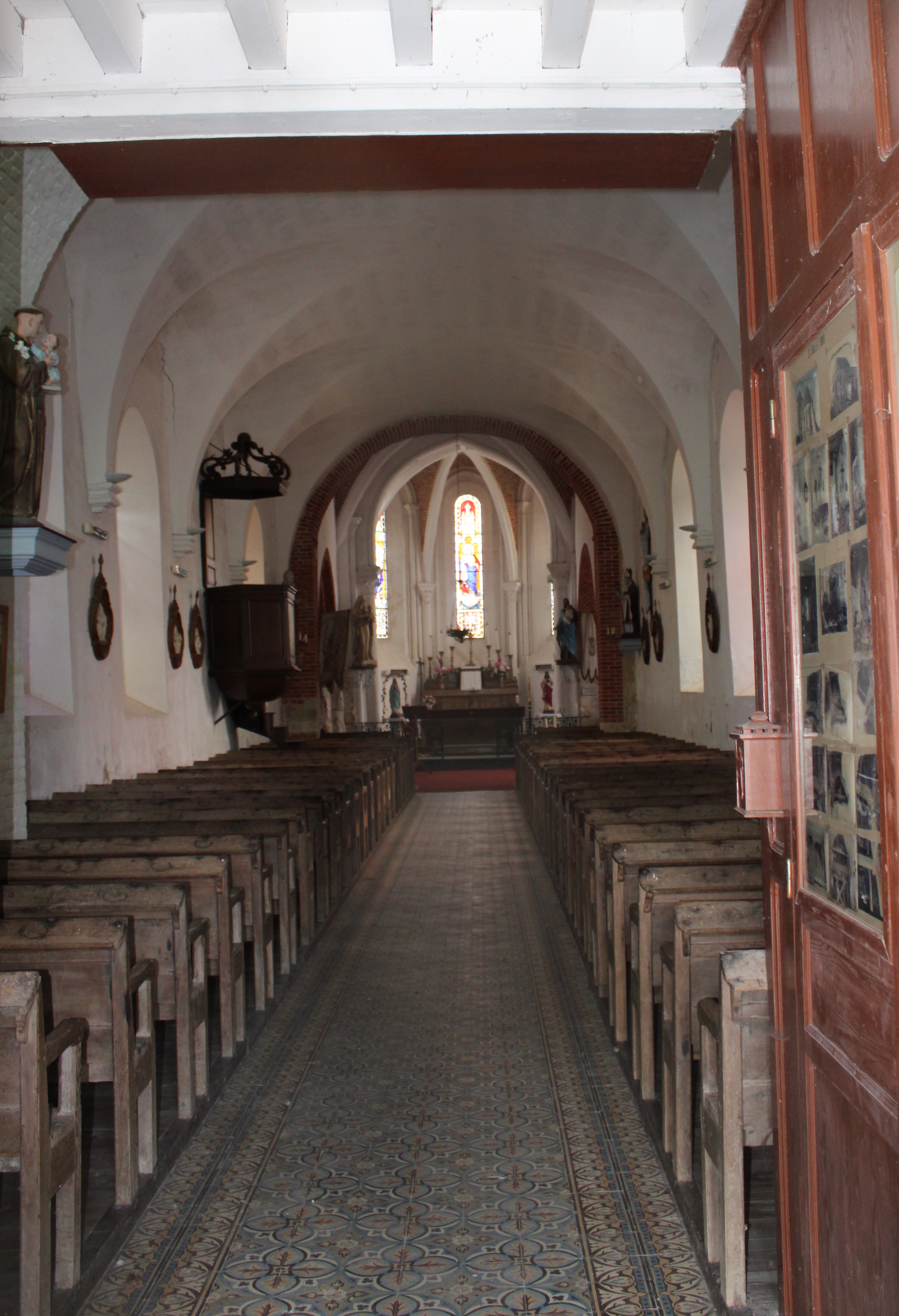
Intérieur de l'église.
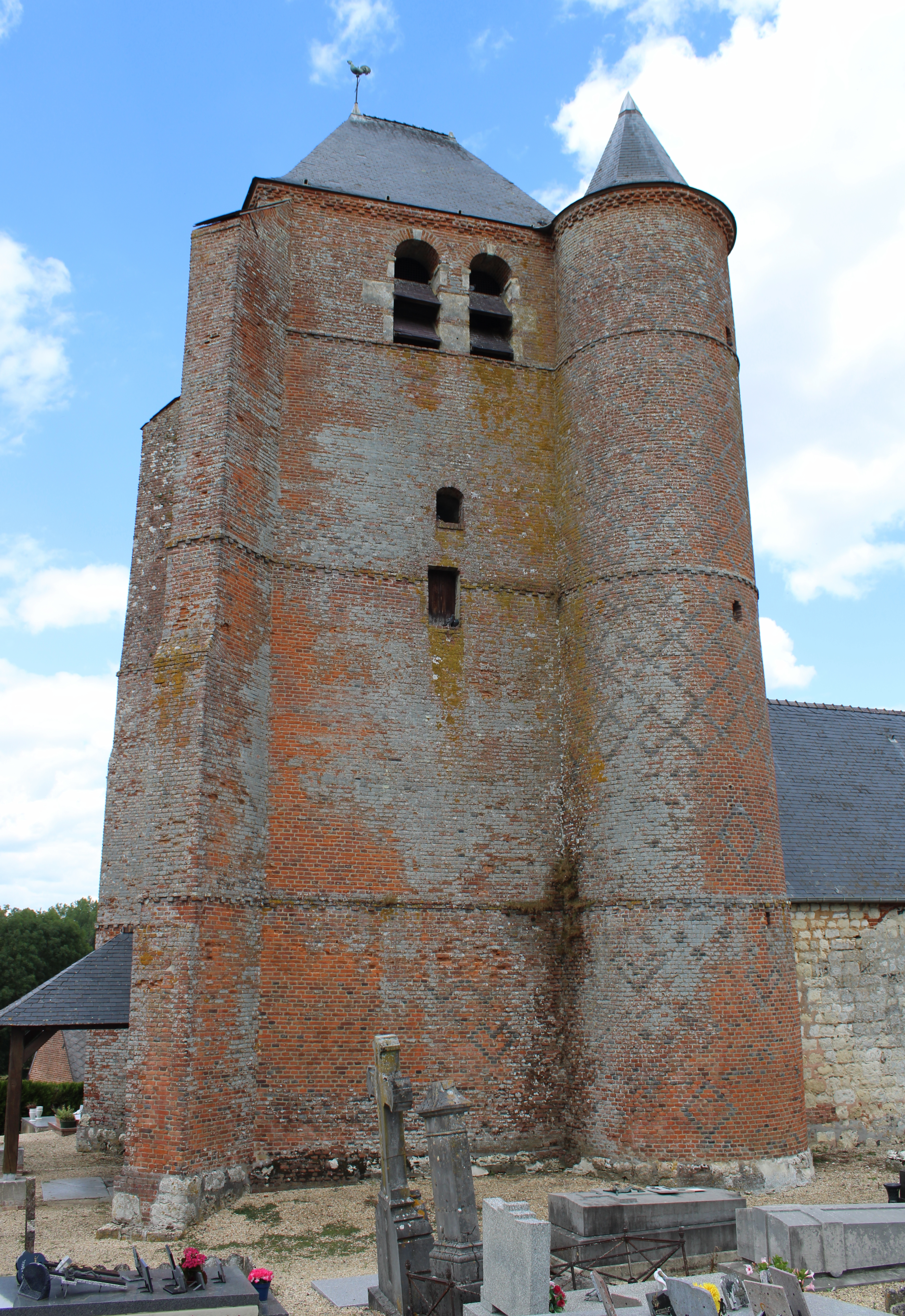
Le donjon, percé de meurtrières,  est flanqué d'une seule tour  en brique à l'angle sud-est comportant un motif en losanges de briques vernissées.
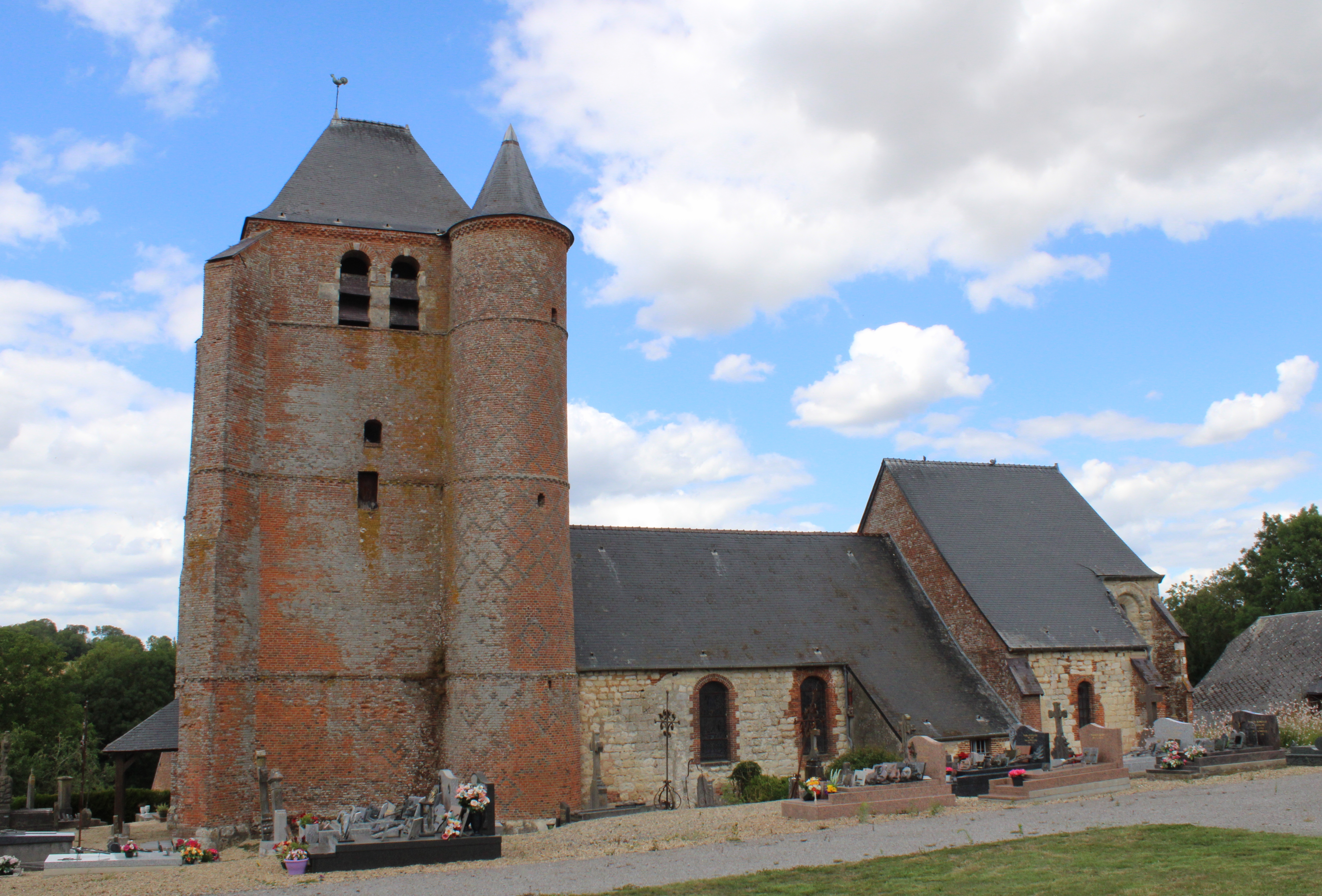
Vue latérale de l'église. À droite, le chœur et au centre , la nef, au toit surbaissé, en pierre calcaire, sont les parties les plus anciennes de l'église. Le donjon, entièrement en brique, a été construit au XVIIè siècle.
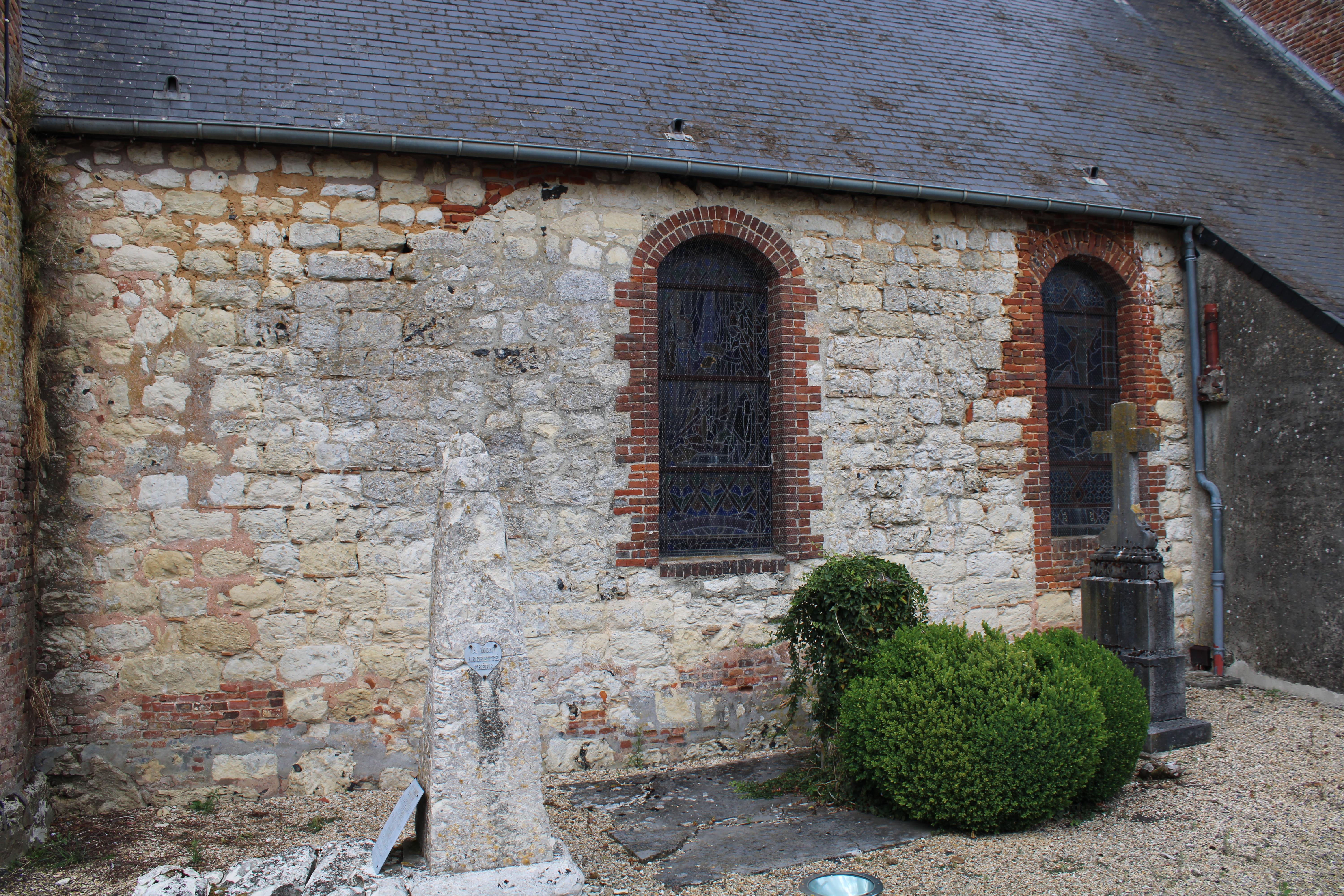
Les murs de la nef sont en pierre calcaire.